# Мишо, Клод Иньяс Франсуа
Клод Иньяс Франсуа Мишо (фр. Claude Ignace François Michaud; 1751–1835) — французский военный деятель, дивизионный генерал (1793 год), барон (1808 год), участник революционных и наполеоновских войн. Имя генерала выбито на Триумфальной арке в Париже.

## Биография
Родился в семье нотариуса Клода Франсуа Мишо (фр. Claude François Michaud) и его супруги Марии Франсуазы Панье (фр. Marie Françoise Pagnier). Был тринадцатым ребёнком в семье. Начал военную карьеру 10 сентября 1780 года в конно-егерском полку Жеводана. 22 ноября 1783 года вышел в отставку и возвратился на родину. В июле 1789 года был избран командующим Национальной гвардии Шо-Нёва.
30 декабря 1791 года избран подполковником 2-го батальона волонтёров департамента Ду. С 1792 по 1793 год служил в Рейнской армии. Быстро дослужился до звания генерала: 19 мая 1793 года стал бригадным, а уже 22 сентября 1793 года – дивизионным. Командовал правым крылом Рейнской армии. С 14 января 1794 года по 11 апреля 1795 года занимал пост главнокомандующего данной армии. Это было время, когда страх, а также неуверенность в завтрашнем дне удерживали многих солдат от командования. Будущий маршал Гувион Сен-Сир описал это в своих мемуарах, что очень примечательно и очень верно. Вступив в должность, Мишо написал Комитету, что не считает себя способным командовать армией в тех обстоятельствах, в которых мы оказались. 23 мая 1794 года начал наступление, но неудачи Мозельской армии вынудили его оставить Спирбак и занять позиции у Ландау. 13 июля снова атаковал пруссаков по всему фронту, захватил Плацберг, где взял 9 орудий, после чего отошёл в Шпайер и Нойштадт. 13 октября 1794 года соединился с Мозельской армией и с 19 по 22 октября занял последовательно Вормс, Альцай и Оппенхайм. Затем, по приказу Комитета общественного спасения руководил осадами Мангейма и Майнца.
В 1795 году переведён в Голландию, где захватил Флиссинген и Мидделбург. 13 февраля 1797 года определён в резерв. 12 октября 1797 года стал командующим 13-го военного округа. 6 июля 1799 года зачислен в Армию Англии. 18 марта 1800 года прписан к Итальянской армии, и с 10 июня 1800 года руководил сначала блокадой Савоны, затем Мантуи. 1 июля 1801 года возглавил левое крыло Итальянской армии, отличился при переправе через Адидже и Минчо, сражался при Кастель-Франко, а затем преследовал неприятеля до Сальва-Розы, где захватил 800 пленных. В 1801 году Стендаль был назначен адъютантом генерала Мишо по рекомендации своего соотечественника и давнего друга Марсьяля Дарю, брата Пьера Дарю, министра военного управления
27 февраля 1802 года получил должность генерального инспектора пехоты. После возобновления войны, 14 сентября 1805 года сменил генерала Мармона на посту командующего французскими войсками в Батавской республике. 22 сентября 1806 года назначен командиром авангарда Северной армии в Голландии. 12 ноября 1806 года возглавил 2-ю пехотную дивизию 8-го армейского корпуса Великой Армии. В ноябре 1806 года был назначен Императором губернатором Гамбурга и Ганзейских городов. 21 марта 1807 года стал командиром 1-й пехотной дивизии 10-го корпуса, принимал участие в осаде Данцига и 30 мая 1807 года назначен генеральным инспектором депо 10-го корпуса в этой крепости. 9 августа 1807 года получил пост губернатора Берлина. 26 декабря 1807 года стал генеральным инспектором пехоты 2-го, 3-го и 4-го военных округов. С 26 января 1808 года по 14 апреля 1813 года выполнял функции губернатора Магдебурга. 7 мая 1809 года успешно действовал против майора Шилля. Затем исполнял обязанности командующего 3-го военного округа Королевства Вестфалия.
При первой Реставрации определён 1 сентября 1814 года в резерв. 24 декабря 1814 года вышел в отставку. Занимал пост мэра коммуны Люзанси с 1817 по 1824 год. Умер в этом же городке 19 сентября 1835 года в возрасте 83 лет.

## Воинские звания
- Подполковник (30 декабря 1791 года);
- Бригадный генерал (19 мая 1793 года, утверждён в чине 30 июня 1793 года);
- Дивизионный генерал (22 сентября 1793 года).

## Титулы
- Барон Мишо и Империи (фр. baron Michaud et de l'Empire; декрет от 19 марта 1808 года, патент подтверждён 20 июля 1808 года)[1].

## Награды
Легионер ордена Почётного легиона (11 декабря 1803 года)
 Коммандан ордена Почётного легиона (14 июня 1804 года)
 Великий офицер ордена Почётного легиона (1814 год)
 Кавалер военного ордена Святого Людовика (1814 год)